# Gregopimpla bernuthii
Gregopimpla bernuthii là một loài tò vò trong họ Ichneumonidae.